# Fusiplata fasciata
Fusiplata fasciata är en insektsart som beskrevs av Irena Dworakowska 1993. Fusiplata fasciata ingår i släktet Fusiplata och familjen dvärgstritar. Inga underarter finns listade i Catalogue of Life.